# 大平面の小さな罪
『大平面の小さな罪』（だいへいめんのちいさなつみ）は岡崎二郎による日本の漫画作品。『ビッグコミック増刊号』（小学館）において1994年8月8日号から1996年2月22日号まで断続的に掲載された。単行本は1996年にビッグコミックス（小学館）全1巻が発行されている。
2010年に新装版としてビームコミックス（エンターブレイン）から全1巻が発行されている。エンターブレイン版のキャッチコピーは「これぞセンス・オブ・ワンダー」となっている。

## あらすじ
Phase 1 セーナ
広告代理店でADをしている宇田川のカンプから出てきた女性はセーナと名乗り、「平面管理員会行動局員」だという。セーナの話ではこの世界のすべての平面は平面管理員会が管理しているという。宇田川はセーナと組み、どんな平面にでも広告を打てる代理店として大いに繁盛する。それに見合ってセーナの浪費も増えていく。宇田川は秘書の酒井恵子と婚約すると、セーナは調整した写真を見せ、恵子は去る。宇田川が手を切ると告げると、逆上したセーナは大混乱を引き起こし、平面管理員会はセーナの身分を剥奪する。セーナと宇田川は全財産を失い、セーナは宇田川の部屋に身を寄せる。
Phase 2 ミン
セーナの前に平面管理員会行動局長が現れ、犯罪の起こっている可能性があり、情報提供を求める。見返りはセーナの復帰である。セーナと宇田川は美術館を巡り、名画と贋作の画像すり替えを発見する。二人は池里の周囲を監視し、行動局員のミンとの接触を確認する。セーナと宇田川は池里関連の倉庫で多数の名画を発見するが、ミンの「力」で動きを封じられる。ミンは池里にだまされて犯罪に荷担しており、池里は証拠隠滅のため、3人を始末しようとする。セーナが交渉し1分間だけ「力」を戻してもらい、事件を解決する。セーナは局長と取引し、復帰の代わりにミンを不問に附すことにする。
Phase 3 サミーラ
局長の依頼でセーナは平面犯罪の捜査のため、ホテルに張り込む。大金の入ったカバンを持った男性が部屋に入り、自分の未来像を写した写真を持って出てくる。宇田川が部屋を訪ね、自分の写真を出すと、霧泉さま（実はサミーラ）と呼ばれる女性が、宇田川の未来が病んでいると診断し、治療のため1週間後に再訪するよう告げる。セーナはサミーラと公園で会い、事の真相を知る。サミーラは後をつけてきた詐欺師の相棒をつかまえ、今まで集めた20億円を取り戻す。サミーラは自然豊かな広大な山林を購入し、詐欺師を管理人に指定する。セーナは犯人を取り逃がしたと局長に報告する。
Phase 4 サキ
セーナのところにミンがやってきて、平面犯罪を解決するため30秒間「力」を与える権限をもっていると話す。宇田川の運転で三人は八景湖に向かう。宿屋でセーナは「恐竜はかせ」の話しを聞き、レストハウスで三人は恐竜の写真に調整の痕跡を見つける。レストハウスの娘・亜美は写真を信用しているが、村の子どもたちはニセ写真だと非難し、サキはいじめられている亜美のために写真を調整したという。テレビ局のスタッフが霧の中の音を撮影中に、仕掛けが分かってしまう。スタッフが帰りかけたとき、セーナが30秒間の力を使い、霧の中に八景湖の主を見せる。カメラは回っておらず、主は霧の中に消える。
Phase 5 リベリカ
ヤクザ映画にあこがれているリベリカは、一匹狼の博徒・桜竜二をパートナーにしてカード賭博で荒稼ぎをしている。ミンが、平面管理委員会では行動局長に査察が入り、このままでは局長が更迭されそうだと話し、セーナに協力を求める。秘密のカジノクラブでリベリカとミンとの対決となるが、混乱の中で逃げられる。竜二はカジノの儲けの半分をリベリカに渡し、お別れだと言う。リベリカが辰也のために入れ墨を消すと、竜二は弱くなり、危ないところをベリカに救われる。セーナたちは、竜二とリベリカを結びつけて一件落着とする。セーナは行動局員に復帰するはずであったが局長の更迭により白紙に戻る。
Phase 6 ライオット
新行動局長のメリックが、復帰を条件に女性画家の百瀬が、36年前から描き続けている壁画をメチャクチャにすることを依頼する。セーナが画面調整すると、彼女はあのときと同じだとつぶやく。セーナは、41年前に百瀬の家が火事で全焼したとき、一番大事な絵が、行動局員により壁に移されたことを知り、メリックの意図を見破る。前局長ライオットが現れ、百瀬の壁画を調整する。お礼に百瀬はライオットに食事をふるまう。メリックが現れ規則違反の供応に当たると指摘するが、セーナはコーヒーの前に代金を払うよう言い、前局長は指輪を取り出して百瀬に渡す。百瀬はあの絵のモデルはライオットであると打ち明ける。
Phase 7 セーナ再び
メリックとイレウスたちが、大がかりな平面犯罪を進めており、ライオットたちが全権を与えられてやってくる。イレウスは何年にも渡り、半導体企業でCPUに細工をしており、毎日、破壊装置に暗号を送らなければ、日本中のコンピューターが機能不全になると言い、手が出せない。宇田川はイレウスの停止暗号を録音し、破壊装置の場所を割り出す。セーナがイレウスたちと対決し、イレウスは切り札を出すが、装置は壊されている。メリック以下、数十人の行動局員が5次元幽閉になる。セーナが行動局員に復帰して半年、宇田川が寂しさを感じていると、部屋には行動局員の仕事に飽きたセーナが戻っている。

## 主な登場人物
セーナ
平面管理委員会の行動局員だったが、宇田川と組んで広告会社を設立して大金を得て、私欲に走った行動が委員会に発覚して局員としての権利を剥奪された。その後は宇田川の家で暮らすことになる。浪費家で性悪。
宇田川
広告代理店のAD。セーナの能力を使い大儲けしたが、セーナの能力不正使用が発覚するとともに元の生活に戻った。
ライオット
平面管理委員会の行動局局長。セーナの能力に一目置いていて、事件が発生した時にはセーナの協力を得ている。
ミン
平面管理委員会の行動局員。画廊の店主池里に騙されて、絵の贋作と真作をすりかえる作業に協力してしまった。
サミーラ
平面管理委員会の行動局員。金持ちの未来を治療する祈祷師として、詐欺師の片棒を担いだ。
サキ
平面管理委員会の行動局員。八景湖の恐竜の存在を信じる小嶋親子のために、トリック無しの恐竜の写真を作った。
リベリカ
平面管理委員会の行動局員。ギャンブラー桜竜二のために、トランプのカードを変化させるイカサマをした。
メリック
ライオットが更迭された後の行動局局長。行動局員イレウスとともに平面管理委員会を私物化しようとしている。
イレウス
平面管理委員会の行動局員。メリックと共に平面管理委員会の私物化を企む。性格・能力ともセーナに近い。

## 書誌情報
- 岡崎二郎『大平面の小さな罪』小学館、〈ビッグコミックス〉、全1巻。
  - 1996年6月1日初版第1刷発行、ISBN 4-09-184221-6[1][2][3]。

- 岡崎二郎『大平面の小さな罪』エンターブレイン、〈ビームコミックス〉、全1巻。
  - 2010年6月25日初版発行、ISBN 9784047265431[4][5]。新装版。描き下ろし「小さなインタビュー」あり。